# Ortonormalnost
Ortonormalnost  je v linearni algebri odnos med dvema enotskima vektorjema (njuna dolžina je 1), ki sta med seboj pravokotna ˙(ortogonalna). Skupina vektorjev tvori ortonormalno skupino vektorjev, če so vsi ortogonalni in imajo dolžino 1. Ortonormalna skupina vektorjev tvori bazo, ki jo imenujemo ortonormalna baza.

## Definicija
Z {\displaystyle {\mathcal {V}}} označimo prostor notranjega produkta.
Množica vektorjev
{\displaystyle \left\{u_{1},u_{2},\ldots ,u_{n},\ldots \right\}\in {\mathcal {V}}}
je ortogonalna, če in samo, če velja 
{\displaystyle \forall i,j:\langle u_{i},u_{j}\rangle =\delta _{ij}}
kjer je
- {\displaystyle \delta _{ij}\,} Kroneckerjeva delta
- {\displaystyle \langle \cdot ,\cdot \rangle } notranji produkt v prostoru {\displaystyle {\mathcal {V}}}.

## Značilnosti
- če je {\displaystyle e_{1},e_{2},\dots ,e_{n}\,} skupina ortonormalnih vektorjev, potem velja

{\displaystyle ||a_{1}e_{1}+a_{2}e_{2}+\cdots +a_{n}e_{n}||^{2}=|a_{1}|^{2}+|a_{2}|^{2}+\cdots +|a_{n}|^{2}}
- vsaka skupina ortonormiranih vektorjev je linearno neodvisna

## Zgledi

### Dvorazsežni kartezični koordinatni sistem
Vektorja v katezičnem koordinatnem sistemu naj bosta {\displaystyle u=(x_{1},y_{1})\,} in {\displaystyle u=(y_{2},y_{2})\,}. Vektorja sta ortonormalna, če zanju velja:
- skalarni produkt je enak 0 ali {\displaystyle u.v=0\,}
- norma vektorja {\displaystyle u\,} je enaka 1 ali {\displaystyle ||u||=1\,}
- norma vektorja {\displaystyle v\,} je enaka 1 ali {\displaystyle ||v||=1\,}.

To lahko zapišemo kot 
1. {\displaystyle x_{1}x_{2}+y_{1}y_{2}=0\quad }
2. {\displaystyle {\sqrt {{x_{1}}^{2}+{y_{1}}^{2}}}=1}
3. {\displaystyle {\sqrt {{x_{2}}^{2}+{y_{2}}^{2}}}=1}.

Kar pomeni, da je {\displaystyle r_{1}=r_{2}=1\,}. Torej je dolžina vektorjev enaka 1, ležita pa na enotski krožnici. V ravnini sta ortonormalna vektorja polmera enotske krožnice in tvorita pravi kot. Podobno velja za trirazsežni prostor. Metoda ortogonalizacije množice vektorjev v prostoru notranjih produktov se imenuje Gram-Schmidtov proces. Običajno se to izvaja v evklidskem prostoru {\displaystyle R^{n}\,} z uporabo linearno neodvisnih vektorjev.

### Standardna baza
Standardna baza v koordinatnem prostoru {\displaystyle F^{n}\,} je {\displaystyle {e_{1},e_{2},\dots ,e_{n}}\,}
kjer je 
- {\displaystyle e_{1}=(1,0,\dots ,0)\,}
- {\displaystyle e_{2}=(0,1,\dots ,0)\,}

.
.
- {\displaystyle e_{n}=(0,0,\dots ,1)\,}

Katerakoli dva vektorja {\displaystyle e_{i}\,} in {\displaystyle e_{j}\,}, ki imata {\displaystyle i\neq j\,} sta ortogonalna. Vsi vektorji imajo tudi dolžino 1. 